# FC Nagardjo
Der FC Nagardjo ist ein osttimoresischer Fußballverein. Er ist in Dili ansässig.

## Geschichte
2015 erreichte der FC Nagardjo in der Qualifikationsrunde für die neugegründete LFA Primeira Divisão in der Gruppe B den dritten Platz und musste daher in der Saison 2016 in die Segunda Divisão. Hier erreichte man in der Gruppe B den letzten Platz von sieben Mannschaften, weswegen man auch in der Saison 2017 in der zweiten Liga spielte. Hier kam man auf Platz 2 der Gruppe A. In der Liga Futebol Amadora Segunda Divisão 2018 kam man auf Platz 5 von 12.
Beim Landespokal Taça 12 de Novembro schied man 2016 in der ersten Runde gegen Sport Laulara e Benfica aus, 2017 in der zweiten Hauptrunde und 2018 in der ersten.

## Spieler
- Augustinus Keiya († 2017)[3]